# Prostitución en Uzbekistán
La prostitución en Uzbekistán es ilegal, pero la prostitución ha aumentado en el país desde el colapso de la Unión Soviética. ONUSIDA estimó que había 22 000 trabajadoras sexuales en el país en 2019. Muchas de las mujeres han recurrido a la prostitución en Uzbekistán debido a la pobreza.
La aplicación de la ley es inconsistente. Algunos agentes de policía acosarán a las prostitutas y las extorsionarán con "dinero de protección". A veces, las prostitutas trabajan con la policía como informantes para evitar ser arrestadas.

## VIH
El VIH es un problema en el país, pero se desconoce la situación real, ya que el Gobierno ha manipulado las cifras para restar importancia al problema. Las prostitutas son un grupo de alto riesgo, y se las ha culpado de un aumento de las infecciones por VIH. En 2004, de los 11 000 casos de VIH registrados en el país, el 20 % eran profesionales del sexo.
Los clientes son reacios a utilizar preservativos. ONUSIDA calcula que el uso del preservativo durante las relaciones sexuales de pago es del 50 %. Según una encuesta realizada en 2009, el 95 % de los emigrantes uzbekos a Rusia recurren a prostitutas durante su estancia en el país, a veces en relaciones sexuales sin protección. Algunos se infectan con el VIH y lo transmiten a las prostitutas uzbekas a su regreso.
Las estimaciones de 2016 sobre la prevalencia del VIH entre las trabajadoras del sexo eran del 2,9 %.

## Tráfico sexual
Uzbekistán es un país de origen y destino de mujeres y niños sometidos al tráfico sexual. Las mujeres y los niños uzbekos son objeto de tráfico sexual en Oriente Próximo, Eurasia y Asia, y también internamente en burdeles, clubes y residencias privadas.
El artículo 135 del Código Penal del país uzbeko prohíbe tanto el tráfico sexual como los trabajos forzados, y establece penas de tres a doce años de prisión. El gobierno informó de que 250 de los delitos investigados en 2016 estaban relacionados con la explotación sexual.
La Oficina de Vigilancia y Lucha contra la Trata de Personas del Departamento de Estado de los Estados Unidos  clasificó a Uzbekistán en la "Lista de vigilancia de nivel 2".